# ستيفن تشاتمان
ستيفن تشاتمان هو ملحن كندي، ولد في 28 فبراير 1950 في فيرباولت في الولايات المتحدة.

## وصلات خارجية
- ستيفن تشاتمان على موقع ميوزك برينز (الإنجليزية)
- ستيفن تشاتمان على موقع ديسكوغز (الإنجليزية)